# Arden (Washington)
Arden az Amerikai Egyesült Államok északnyugati részén, Washington állam Stevens megyéjében elhelyezkedő önkormányzat nélküli település.
A településen 1890-ben és 1914-ben üzemelt postahivatal. Arden a Travel Washington egy InterCity-buszjáratának megállója.

## Fordítás
Ez a szócikk részben vagy egészben  az   Arden, Washington című angol Wikipédia-szócikk ezen változatának fordításán alapul.  Az eredeti cikk szerkesztőit annak laptörténete sorolja fel. Ez a jelzés csupán a megfogalmazás eredetét és a szerzői jogokat jelzi, nem szolgál a cikkben szereplő információk forrásmegjelöléseként.